# 昔昔亭昇
昔昔亭 昇（せきせきてい のぼる、1990年1月11日 - ）は、落語芸術協会に所属する落語家。昔昔亭桃太郎門下の二ツ目。本名は目黒 昇。血液型AB型。

## 経歴
- 福岡県立福岡魁誠高等学校卒業後、社会人として働く。
- 2016年2月 - 昔昔亭桃太郎に7番弟子として入門。前座名「全太郎」[1]。
- 2016年5月 - 楽屋入り[1]。お江戸日本橋亭にて初高座「子ほめ」。
- 2020年6月6日 - 前座最後の高座。浅草演芸ホール夜席にて「道灌」。
- 2020年6月11日 - 三遊亭仁馬、春風亭昇りんとともに二ツ目昇進。全太郎改め「昇」となる[2]。
- 2021年 - 落語芸術協会若手ユニットルート9を発案、発足し、リーダーを務める。笑福亭茶光、春風亭昇咲と 3(three) を結成。
- 2021年7月 - アロハマンダラーズ正式メンバーとなる。
- 2022年4月 - 東京新聞主催「日比谷らくご倶楽部」が開始。三遊亭わん丈、春風亭昇りんとユニット「花言葉」を結成。
- 2022年10月 - スカパー!落語 RAKUGO★新作ルーキーズ♯1 - ベストルーキーズ賞受賞。
- 2022年12月 - ルート9 3(three)　産経らくご賞受賞。
- 2023年12月 - ルート9 3(three)　産経らくご賞受賞。
- 2024年3月 - 天下一落語会 敢闘賞受賞。
- 2024年10月 - NHK新人落語大賞 準優勝。

## 芸歴
- 2016年
  - 2月 - 昔昔亭桃太郎に入門。
  - 5月 - 前座となる、前座名「全太郎」。
- 2020年6月 - 二ツ目昇進、「昇」と改名。

## 人物
- 仕事の関係で上京し、観光で訪れた浅草演芸ホールで初めて生の落語を体験。落語の面白さにハマり、週末浅草へ通いはじめたところ昔昔亭桃太郎に惹かれ、追いかけるようになる。初めて聴いた桃太郎師匠の落語は「ぜんざい公社」。
- 池袋演芸場の楽屋入口で昔昔亭桃太郎を出待ち。東京ボーイズの仲八郎と喫煙スペースでタバコを吸いながら談笑している桃太郎師匠を待ち続け、気になった師匠から声をかけてもらった。土下座の格好で「弟子にしてください！」と言うと、喫茶店へ連れて行ってくれ、弟子入りを許された[3]。
- 本名の「昇」と大師匠春風亭柳昇にちなみ、二ツ目で「昇」となった。
- 同期の三遊亭仁馬、春風亭昇りんととても仲が良く、毎年クリスマスにはプレゼント交換をしている。2020年以降は二ツ目に昇進したことから落語会を開催し、プレゼント交換を続けている。また二ツ目昇進披露目中には3人揃って「月曜から夜ふかし」のインタビューを受けた。

### 趣味
ディズニーが大好き。年間パスポートを所持している。

落語家になる前にバンドマンをしていた時期があり、歌唱、ギター、ドラム、作詞作曲などを得意としている。

2019年より、前座ながら時折アロハマンダラーズに8代目春風亭柳橋の代打として参加していたが、2021年より正式加入した。担当はギター。

2020年9月11日、落語「寿限無」のパロディで作詞作曲した「Celebration of the long life」が桜前線上昇中にて紹介された。10月9日、再出演した際には新曲「桜前線上昇中」をパーソナリティー二人に提供した。また、自身もギター・コーラスとして参加しており、自身のYouTubeチャンネルにてプロモーションビデオを公開した。

2022年12月8日、ルート9メンバーでアイドルユニット「殿様＆お世継ぎ」を結成し、iTunes等にてミニアルバムをリリースした。
食べることが大好き。美味しそうに食べることには定評がある。

なかでもチョコレートが大好きであり2020年チョコレート検定を受験、『チョコレートスペシャリスト』に合格した。

STARTO ENTERTAINMENTのアイドルが好きで、特にKing & Prince推し。King & Prince、WEST.、Aぇ!group、ジャニーズJr.のファンクラブに入っている。

## 活動

### テレビ
- ノンストップ!（2020年6月25日、フジテレビ）- 新型コロナウィルスの影響で閉園していた東京ディズニーリゾートが4ヶ月ぶりに再開するにあたり、入園チケットを獲るために考えた作戦が「自称・落語界一のディズニー好き昔昔亭昇のファインディングWi-Fi大作戦」として紹介された[9]。
- サタデーステーション（2020年6月27日、テレビ朝日）- 新型コロナウィルスの影響で入手困難となった東京ディズニーランドの1デーパスポートを11時間かけて獲得したことが紹介された[10]。
- 月曜から夜ふかし（2020年7月27日、日本テレビ）- 街頭インタビュー[11]。
- Zabu-1グランプリ2022（2022年1月29日、BSフジ）-「薬缶なめ」[12]
- スカパー!落語 RAKUGO★新作ルーキーズ ♯1（2022年10月1日、スカパー!）-「大好きだ！(自作)」[13]
- 令和6年度NHK新人落語大賞（2024年10月26日、NHK）-「薬缶なめ」[14]
- 笑点特大号（BS日テレ）
  - 「超若手大喜利」（2023年10月24日[15]）
  - 「若手大喜利」（2023年11月14日[16]、2024年1月9日[17]、2024年6月18日[18]、2024年7月9日[19]、2024年7月30日[20]）
  - 「名人の足跡をたどる落語修行旅」（2024年3月12日[21]）
  - 「笑点クイズ」（2024年4月2日[22]）
  - 「芸協らくごまつり2024」（2024年6月25日[23]）
  - 「天才！春風亭昇太に学べ」（2024年7月16日座布団運び[24]）
  - 秋の2時間スペシャル「若手大喜利でどう生きるか」（2024年9月24日[25]）
  - 「昭和歌謡大喜利」（2024年12月10日[26]、2024年12月17日[27]、2025年1月7日座布団運び[28]、2025年2月11日[29]、2025年2月18日[30]、2025年3月4日座布団運び[31]、2025年4月8日[32]、2025年4月15日[33]、2025年7月22日[34]）
  - 「サスペンス大喜利」（2025年1月28日[35]）
  - 「時代劇大喜利」（2025年4月1日[36]）

### ラジオ
- 歌舞伎座イヤホンガイド（2021年4月）- 四月大歌舞伎イヤホンラヂオパーソナリティー[37]。
- ON THE PLANET（2021年5月4日、2021年12月21日、JFN）- コーナーゲスト[38][39]
- NEXT名人寄席（2021年11月27日、NHKラジオ第1放送）-「新聞記事」
- 今日どう？共同通信NEWS（2022年8月15日、共同通信社）- 公推協杯全国若手落語家選手権出場者としてゲスト[40]
- Top of the Morning（2023年2月13日、LOVE FM）- コーナーゲスト[41]
- 小痴楽の楽屋ぞめき（NHKラジオ第1放送） - 2023年6月アシスタント[42][43][44][45]
- たけまる商店・営業中（2024年8月4日、MBCラジオ）- コーナーゲスト[46]
- くにまる食堂（2025年7月18日、文化放送）- コーナーゲスト[47]

### 書籍・雑誌
- anan（2021年7月14日anan2258号）- 関係性を愛でるエンタメ
- 東京かわら版（2023年6月号）- 月コレ〜昔昔亭昇

### ウェブサイト
- 落語芸術協会youtube（2020年5月25日）- 令和二年上半期新二ツ目ご紹介[48]
- 水先案内人のおすすめ（読売新聞編集委員-長井好弘 ぴあ）
  - 池袋演芸場七月上席（2020年6月29日）
  - すがも巣ごもり寄席スペシャル（2024年1月31日）
- 産経らくご - 産経新聞の落語ライブサブスクリプションサービス『産経らくご』に体験入会[49]
- サタデーステーション（2022年3月19日、ANNnewsCH）- 若手落語家・講談師に密着[50]
- SPICE（2022年4月19日、e+）- 「ルート９」チーム・リーダー座談会[51]
- 福岡ふかぼりメディア ささっとー（2022年7月29日、読売新聞西部本社）- 福岡県出身の若手落語家が巡回公演[52]
- 演芸写真家橘蓮二のごひいき願います！（2022年8月21日、ぴあ）- 〜落語・演芸 期待の新星たち〜[53]
- 産経新聞（2023年5月25日）- ルート9大全 昔昔亭昇（33）歌って踊れるアイドル風リーダー[54]

## 作品

### 連載
- 昔昔亭昇の「二つ目グルメ」（2020年12月-2023年3月、産経新聞）- 産経ニュースにて毎月コラム連載[55]。

### YouTube
- のぼちゃんねる!_昔昔亭昇 - YouTubeチャンネル（2020年6月29日-）
- ルート9【落語と講談】 - YouTubeチャンネル（2021年3月4日-）

### 配信限定シングル
| 収録アルバム                  | 配信日        | タイトル     | 作詞・作曲 | 規格                   | |
| ----------------------------- | ------------- | ------------ | ---------- | ---------------------- | -------------------------------------------------------------------------------------------------- |
| 殿様&お世継ぎ 1stミニアルバム | 2022年12月3日 | This is 殿継 | 昔昔亭昇   | デジタル・ダウンロード | ルート9 3(three)の企画として 殿様&お世継ぎ HIKARU（笑福亭茶光） SHO（昔昔亭昇） SAKU（春風亭昇咲） |
| 殿様&お世継ぎ 1stミニアルバム | 2022年12月3日 | KURU KURU    | 昔昔亭昇   | デジタル・ダウンロード | ルート9 3(three)の企画として 殿様&お世継ぎ HIKARU（笑福亭茶光） SHO（昔昔亭昇） SAKU（春風亭昇咲） |
| 殿様&お世継ぎ 1stミニアルバム | 2022年12月3日 | 走れ！！     | 昔昔亭昇   | デジタル・ダウンロード | ルート9 3(three)の企画として 殿様&お世継ぎ HIKARU（笑福亭茶光） SHO（昔昔亭昇） SAKU（春風亭昇咲） |
| 殿様&お世継ぎ 1stミニアルバム | 2022年12月3日 | three        | 昔昔亭昇   | デジタル・ダウンロード | ルート9 3(three)の企画として 殿様&お世継ぎ HIKARU（笑福亭茶光） SHO（昔昔亭昇） SAKU（春風亭昇咲） |